# Eleccions al Dáil Éireann de febrer de 1982

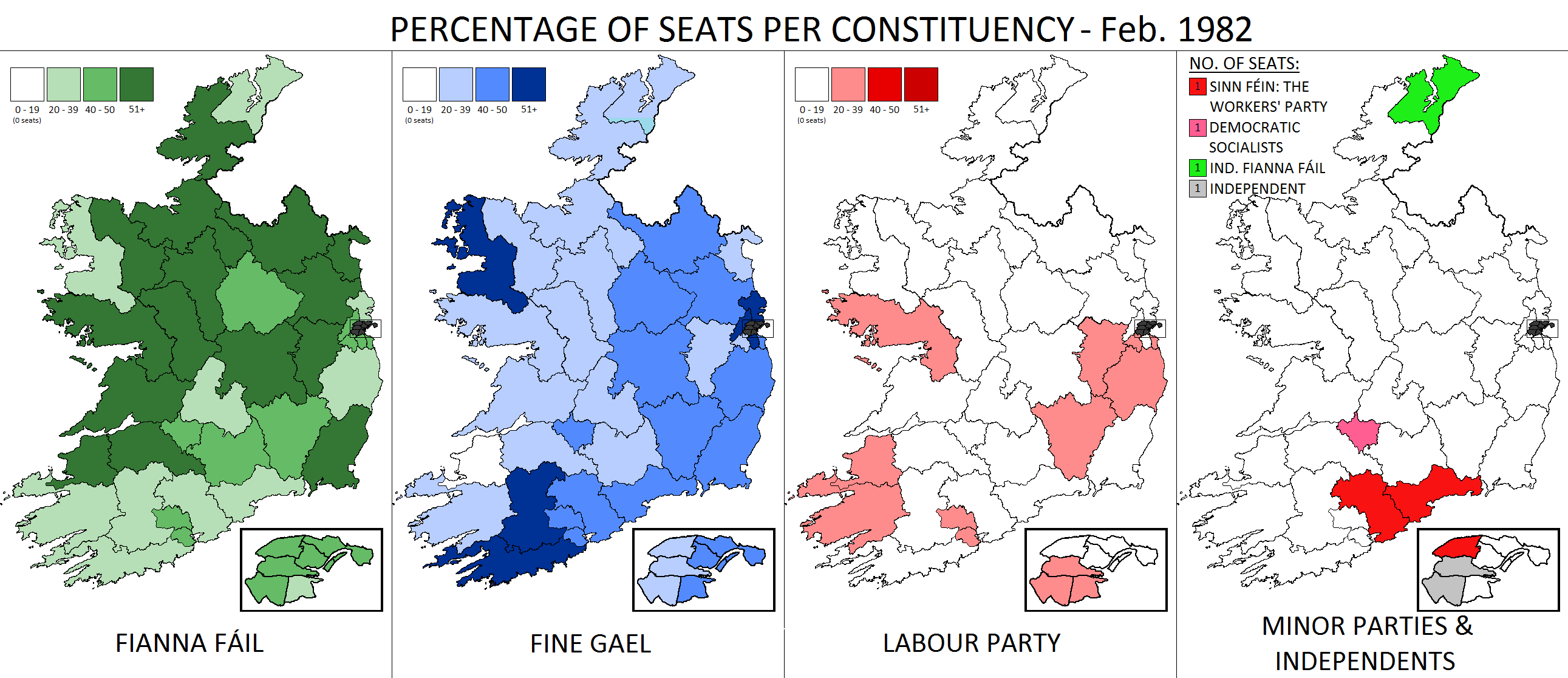
Resultats per circumscripcions i partits

Les eleccions al Dáil Éireann de febrer de 1982 es van celebrar el 18 de febrer de 1982 per a renovar els 166 diputats del Dáil Éireann. Va guanyar el Fianna Fáil i Charles Haughey va formar un govern de coalició amb laboristes i sinfeinistes, que fracassà als sis mesos.

## Resultats
| Partit                             | Líder             | Vot popular | %     | Escons |
| Fianna Fáil                        | Charles Haughey   |             | 47,3% | 81     |
| Fine Gael                          | Garret FitzGerald |             | 37,3% | 63     |
| Laborista                          | Michael O'Leary   |             | 9,1%  | 15     |
| Sinn Féin-Partit dels Treballadors | Tomás Mac Giolla  |             | 2,2%  | 2      |
| Independents                       |                   |             | 4,1%  | 3      |